# San Marcello al Corso
San Marcello al Corso är en kyrkobyggnad i Rom, helgad åt den helige påven Marcellus I. Kyrkan är belägen vid Via del Corso i Rione Trevi och tillhör församlingen Santi XII Apostoli. Servitorden har innehaft kyrkan sedan år 1369.

## Kyrkans historia
Det första omnämnandet av kyrkan är från år 418. Påve Hadrianus I (772–795) lät bygga om kyrkan från grunden. Den 22 maj 1519 förstördes kyrkan av en eldsvåda och den byggdes upp igen efter ritningar av Jacopo Sansovino och Antonio da Sangallo den yngre. 

## Fasaden
Carlo Fontana har ritat den konkava fasaden i travertin. Ovanför porten sitter reliefen Den helige Filippo Benizzi avvisar påvetiaran, utförd av Antonio Raggi. Fasadens nedre våning har två statyer: Marcellus I till vänster och Filippo Benizzi till höger, bägge utförda av Francesco Cavallini. Övervåningens statyer föreställer Gioacchino Piccolomini och Francesco Patrizi, två saligförklarade servitbröder. Upphovsmannen till dessa skulpturer ansågs tidigare vara Andrea Fucigna, men tros numera vara Francesco Cavallini.

## Interiören
Högaltarmålningen Den helige Marcellus förhärligande är utförd av Silverio Capparoni. Kyrkans innertak i blått, rött och guld utfördes mellan 1592 och 1594.
Kyrkan har tio sidokapell, fem på vardera sida.

### Höger sida
Cappella dell'Annunciazione di Maria
Första sidokapellet på höger hand är invigt åt Jungfru Marie bebådelse. Altarmålningen Jungfru Marie bebådelse är ett verk av Lazzaro Baldi, elev till Pietro da Cortona. Ovanför denna återfinns 1400-talsikonen Madonnan med Barnet. Kapellets tak har en illusionistisk quadratura-fresk.
Cappella delle Sante Degna e Merita
Det andra kapellet är invigt åt de heliga Degna och Merita, vilka led martyrdöden i Rom år 259. Pietro Barbieri har framställt titelhelgonens martyrium och i taket har Ignazio Stern målat De heliga Degnas och Meritas förhärligande. På kapellets sidoväggar återfinns gravmonumenten över Giovanni Andrea Giuseppe Muti och Maria Colomba Vincentini, skulpterade av Bernardino Cametti.
Cappella della Madonna delle Grazie
Tredje kapellet på höger hand har en Madonnaikon från 1300-talet samt fresker av Francesco Salviati med scener ur Jungfru Marie liv. Kapellet hyser biskop Mattia Grifonis gravmonument, attribuerat åt Stoldo Lorenzi, elev till Michelangelo. Här återfinns även den engelske kardinalen Thomas Welds gravmonument, skulpterat av Thomas Hill.
Krypta

Kardinalens dotter Mary Lucy Weld avled 1831, och då lät svärsonen, Hugh Charles Clifford, inrätta en gravkrypta under detta sidokapell; den ritades av Agostino Giorgioli och har ett grekiskt kors som grundplan. Nedgången till kryptan befinner sig till vänster om sidokapellets altare. Kryptans interiör är klädd i vit och grå marmor och dess altare bärs upp av två knäböjande änglar och har skulpturgruppen Korsfästelsen i alabaster. Kryptan har därutöver fyra lågreliefer: Kristi begråtande, Adam och Eva fördrivs ur Paradiset, Herdarnas tillbedjan samt Den heliga Familjen i Nasaret. I kryptan vilar Mary Lucy Weld och maken Hugh Charles Clifford.
Cappella del Santissimo Crocifisso
Fjärde kapellet, invigt åt den korsfäste Kristus, hyser det 1300-talskrucifix, vilket skonades i eldsvådan år 1519 och anses innehålla en bit av det sanna Korset. I kapelltaket återfinns tre fresker: i mitten Evas skapelse samt Evangelisterna Markus och Johannes och Evangelisterna Matteus och Lukas. De två förstnämnda freskerna utfördes av Perino del Vaga och den sistnämnda påbörjades av denne, men fullbordades av Daniele da Volterra.
Till vänster ses gravmonumentet över kardinal Ercole Consalvi och dennes bror Andrea, ett verk från 1831 av Rinaldo Rinaldi, som var elev till Antonio Canova. På motstående vägg återfinns gravmonumentet över kardinal Carlo Grano (1887–1976), utfört av Tommaso Gismondi.
Cappella di San Pellegrino Laziosi
Det femte kapellet, ritat av Ludovico Rusconi Sassi, är invigt åt den helige servitmunken Pellegrino Laziosi. Altarmålningen av Aureliano Milani framställer hur helgonet helas av Kristus. Till höger har Pietro Bracci utfört gravmonumentet över kardinal Fabrizio Paolucci; mittemot detta återfinns Tommaso Righis gravmonument över kardinal Camillo Paolucci.

## Konstverk i urval
- Giovanni Battista Ricci: Korsfästelsen (omkring 1613)
- Lazzaro Baldi: Jungfru Marie bebådelse
- Silverio Capparoni: De heliga Petrus, Paulus, Ursula och Giacinta Marescotti
- Pietro Barbieri: De heliga Degnas och Meritas martyrium
- Bernardino Cametti: Gravmonument över Giovanni Andrea Giuseppe Muti och Maria Colomba Vincentini (1725)
- Francesco Salviati: Scener ur Jungfru Marie liv (omkring 1563)
- Perino del Vaga: Evas skapelse (1525)
- Perino del Vaga: De heliga Markus och Johannes
- Daniele da Volterra: De heliga Matteus och Lukas
- Rinaldo Rinaldi: Gravmonument över kardinal Ercole Consalvi (1831)
- Aureliano Milani: Den helige Pellegrino Laziosi botas av Frälsaren (1725)
- Pietro Bracci: Gravmonument över kardinal Fabrizio Paolucci (1726)
- Anthonis van Dyck (attribuering): Korsfästelsen
- Pier Leone Ghezzi: Den helige Filippo Benizi, assisterad av den helige Alessio Falconieri, överlämnar regelboken åt den heliga Giuliana Falconieri (1725)
- Federico Zuccari: Pauli omvändelse (1559)
- Taddeo Zuccari: Elymas bländning
- Taddeo Zuccari: Den helige Paulus botar en lam
- Anonymus: Tre byster: Mario Frangipane, Curzio Frangipane och Antonino Frangipane
- Alessandro Algardi: Tre byster (omkring 1638): Muzio Frangipane, Roberto Frangipane, Lelio Frangipane
- Agostino Masucci: De sju heliga grundarna av Servitorden (1727)
- Jacopo Sansovino: Gravmonument över kardinal Giovanni Michiel och biskop Antonio Orso

## Titelkyrka
Enligt traditionen stiftades San Marcello som titelkyrka av Marcellus I som var påve från år 308 till 309.
Kardinalpräster under 1900- och 2000-talet
- Luigi di Canossa: 1877–1900
- Casimiro Gennari: 1901–1914
- Franziskus von Bettinger: 1914–1917
- Francesco Ragonesi: 1921–1931
- Maurilio Fossati: 1933–1965
- Carlo Grano: 1967–1976
- Dominic Ignatius Ekandem: 1976–1995
- Édouard Gagnon: 1996–2007
- Agustín García-Gasco Vicente: 2007–2011
- Giuseppe Betori: 2012–

## Bilder

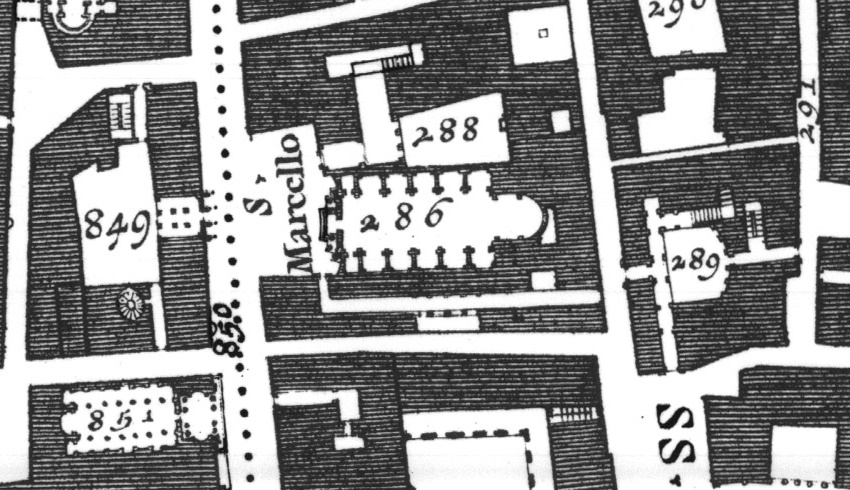
San Marcello al Corso (nummer 286) på Giovanni Battista Nollis karta över Rom från år 1748.
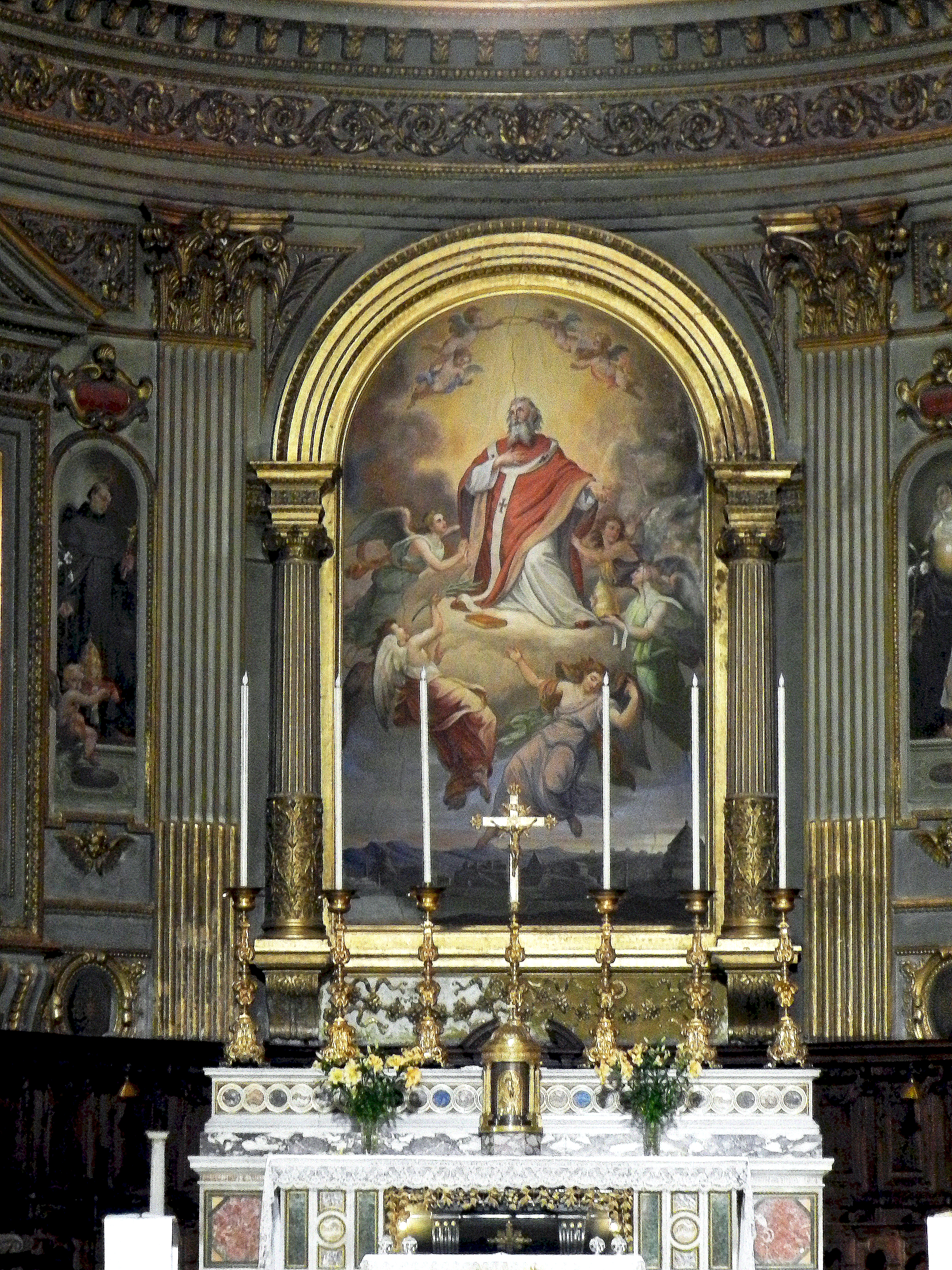
Högaltaret.
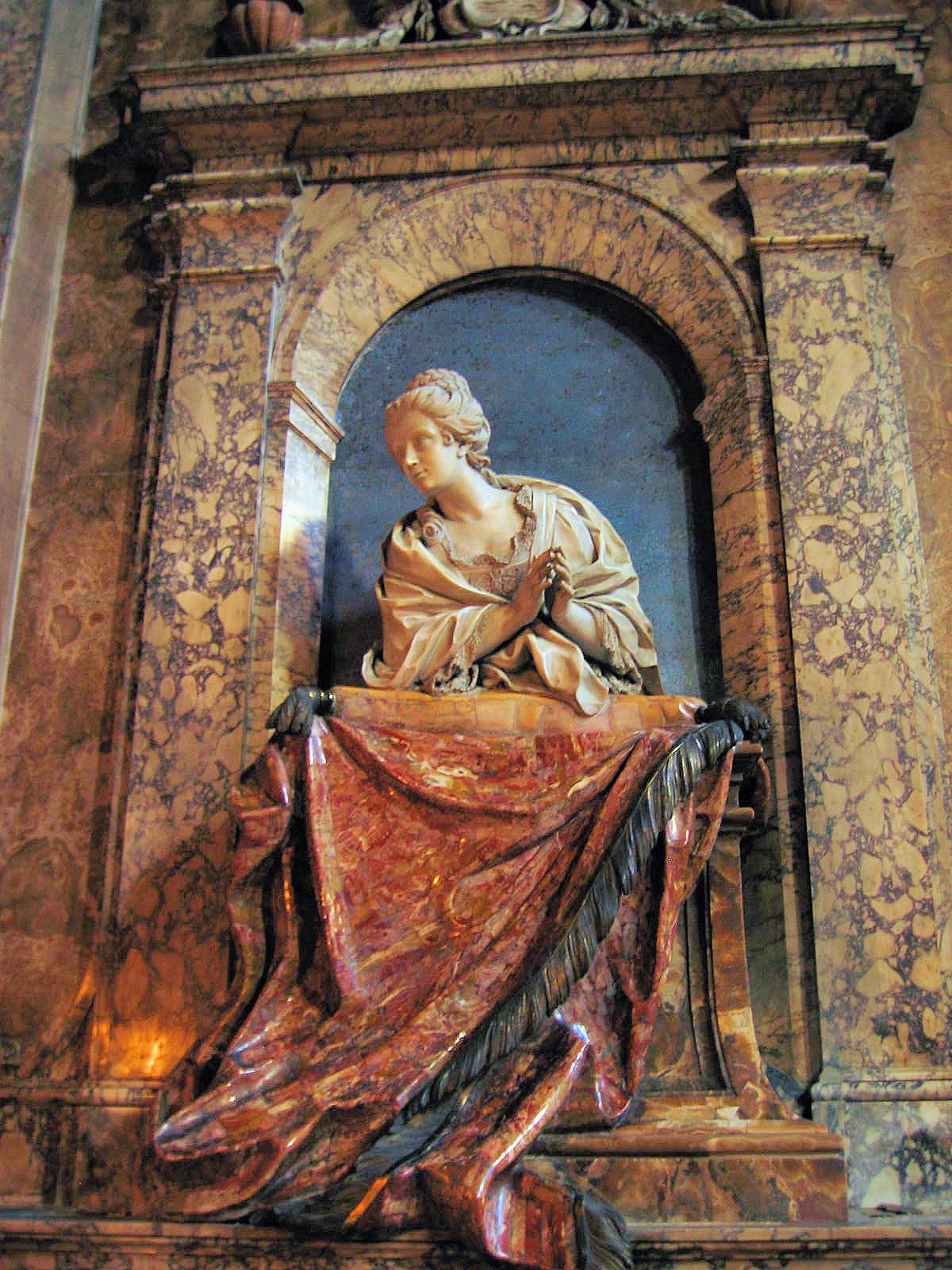
Gravmonument över Maria Colomba Vincentini av Bernardino Cametti.
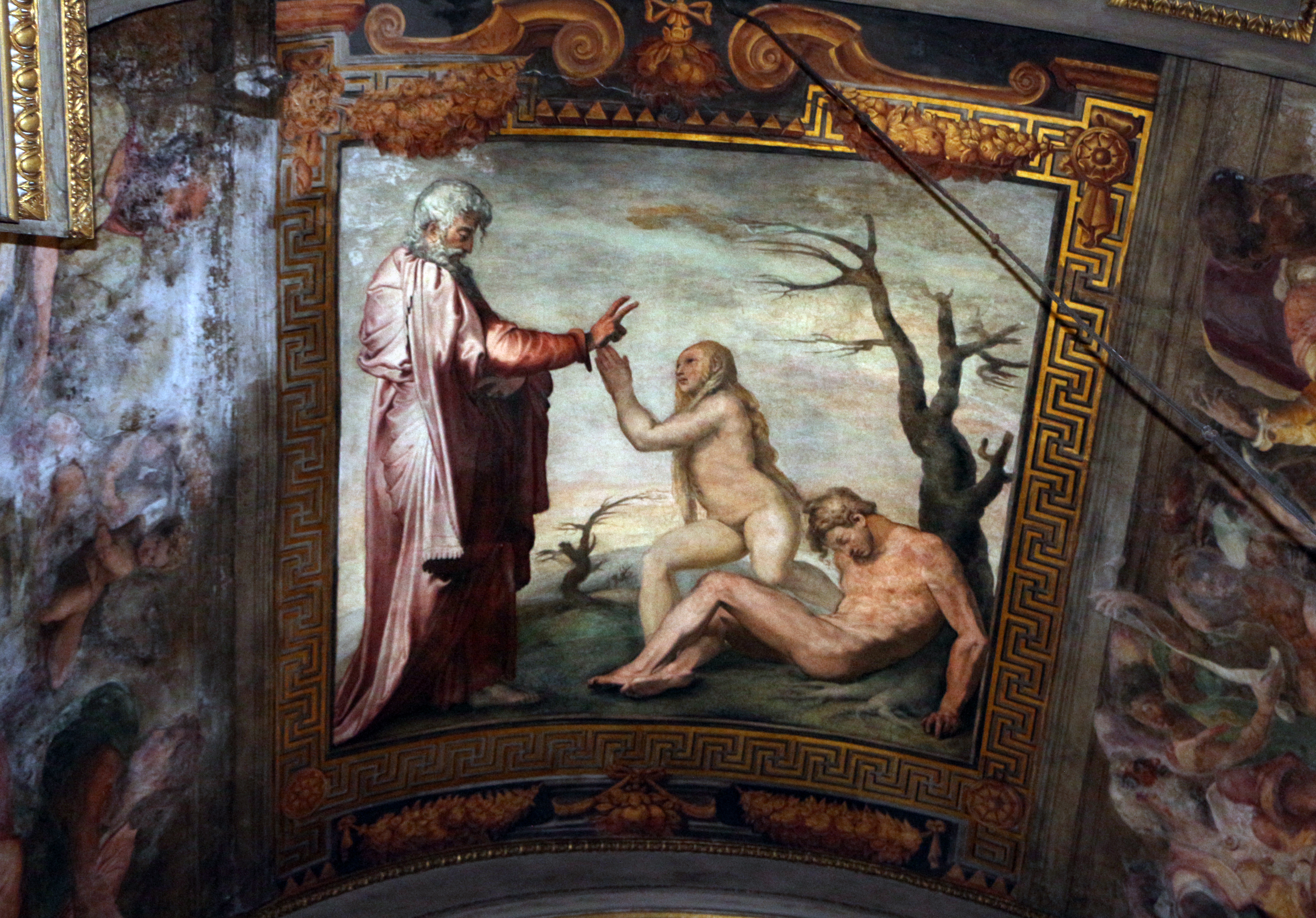
Evas skapelse av Perino del Vaga.
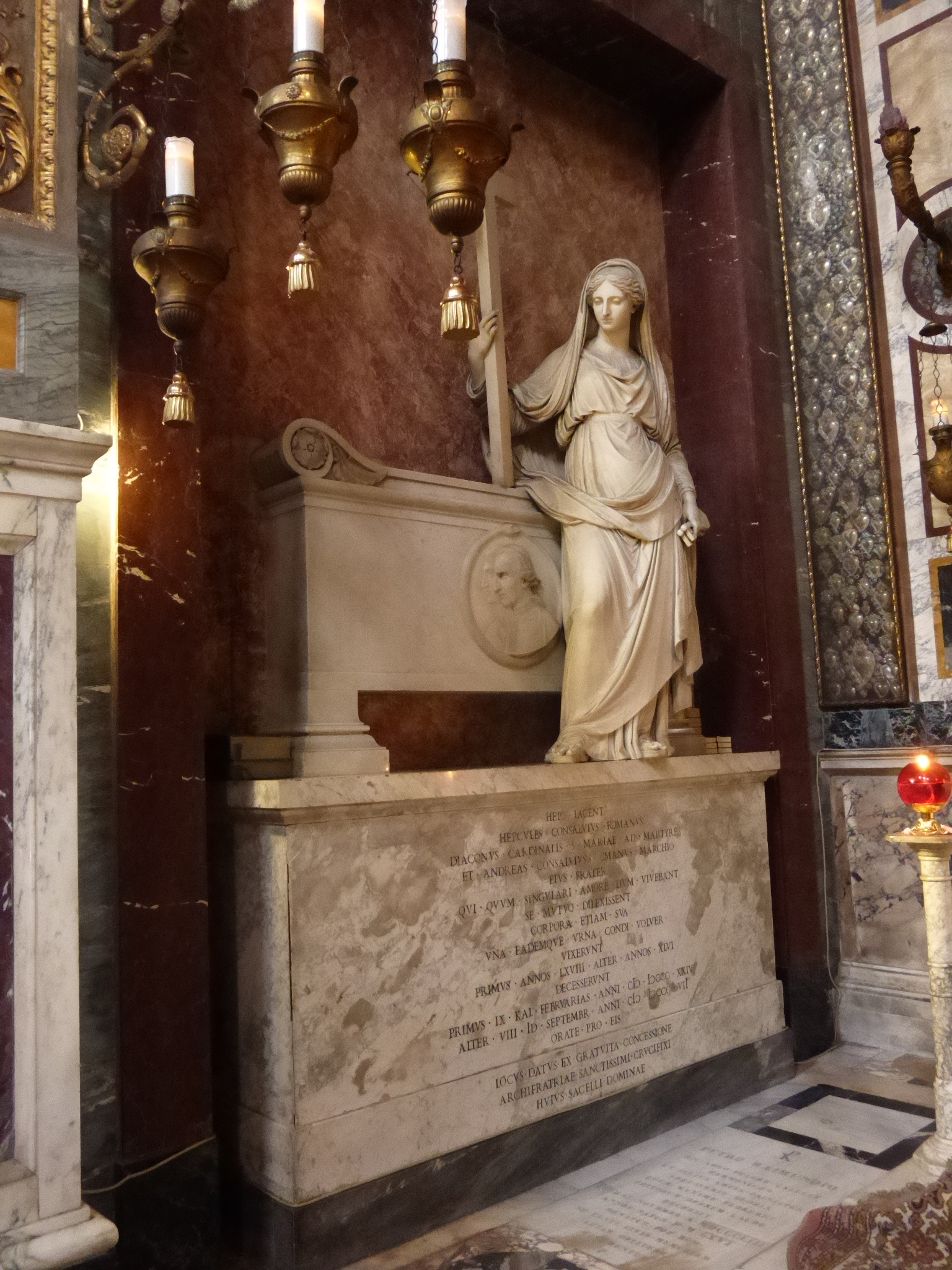
Gravmonument över kardinal Ercole Consalvi av Rinaldo Rinaldi.
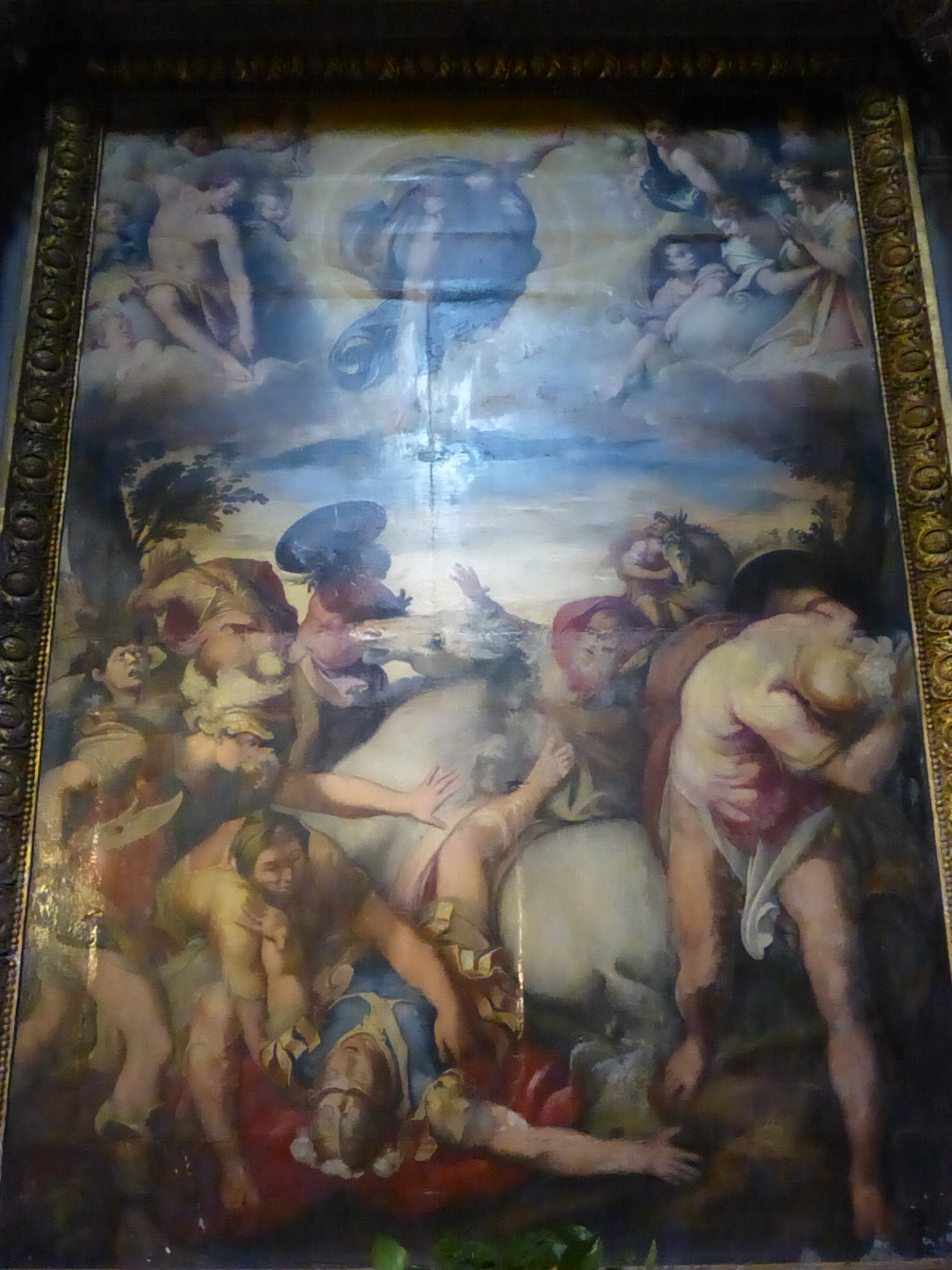
Pauli omvändelse av Federico Zuccari.
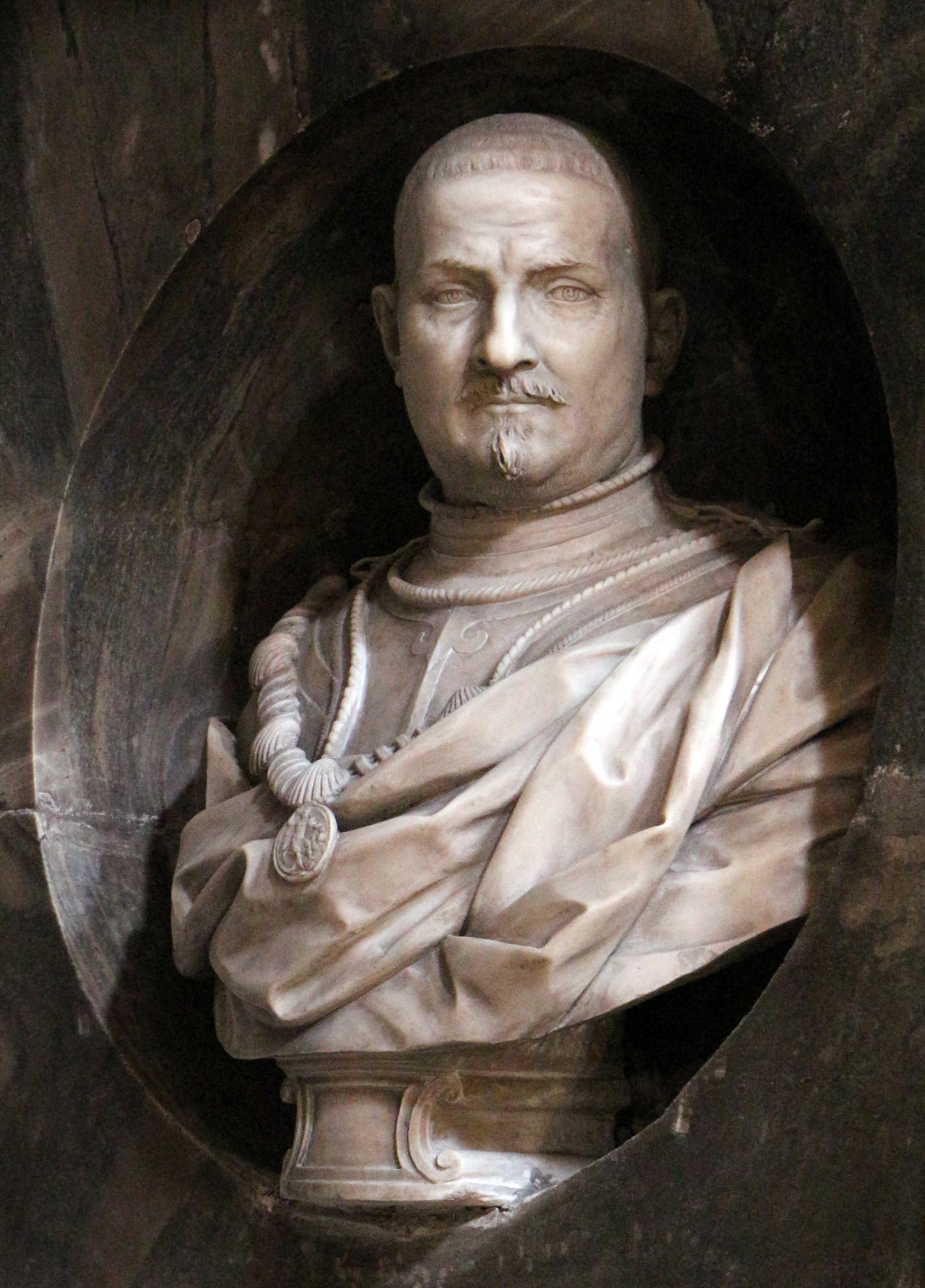
Byst föreställande Muzio Frangipane av Alessandro Algardi.